# Siège d'Amerli
Seconde guerre civile irakienne
Le siège d'Amerli a lieu en 2014 lors de la seconde guerre civile irakienne.

## Déroulement
Après la chute de Mossoul, les djihadistes de l'État islamique et les rebelles sunnites se répandent dans la province de Salah ad-Din. Le 18 juin, ils attaquent la ville d'Amerli, principalement peuplée de Turkmènes chiites,.
La ville, peuplée de 13 000 à 20 000 habitants, résiste plus de deux mois, mais la population souffre du manque d'eau, de nourritures, d'électricité et de fournitures. De l'aide humanitaire est parachutée à quelques reprises. Cependant en août, l'ONU déclare craindre un massacre si la ville venait à tomber,,,.
Fin août, l'armée irakienne organise une offensive pour secourir Amerli. Des milliers de miliciens chiites commandés par le général iranien Qasem Soleimani se rassemblent dans les environs de Touz Khourmatou et Jabal Hamreen, dans la province de Salah ad-Din,. Les peshmergas et l'aviation américaine interviennent également. L'armée irakienne attaque par le Sud, les miliciens chiites par le Nord et les Kurdes par l'Est. Le 30 août, les États-Unis, l'Australie, la France et le Royaume-Uni larguent environ 40 000 litres d'eau potable et 7 000 repas d'aide humanitaire. Le 31 août, les forces irakiennes parviennent à briser le siège de ville d'Amerli et à secourir les habitants,,.
Après leur victoire, les milices chiites pillent et incendient au moins une cinquantaine de villages sunnites des environs d'Amerli,.